# KV21
Grobowiec KV21 – egipski grobowiec położony w Dolinie Królów, odkryty 9 października 1817 roku przez Giovanniego Belzoniego.

## Opis grobowca
Grobowiec jest mały i pozbawiony jakichkolwiek dekoracji czy inskrypcji. Składa się z przedsionka i dwóch opadających korytarzy, które prowadzą do podpieranej przez filar komory grobowej. Znajduje się tu też komora boczna. W północnej ścianie komory grobowej mieści się długa nisza. 
Belzoni znalazł w grobowcu dwie nagie mumie kobiece, które miały bardzo długie włosy, dobrze zachowane, choć łatwo było odjąć je od głowy, lekko pociągając. Ciała te miały zgięte lewe ramiona, co jest charakterystyczną pozą królowych. Belzoni podejrzewał, że szczątki należą do królowych XVIII dynastii. W bocznej komorze znajdowały się duże białe dzbany, prawdopodobnie zawierające odpady po balsamowaniu.
W 1825 roku grobowiec odwiedził James Burton, który sporządził jego mapę. Grób został ponownie przebadany w 1989 roku przez Donalda Ryana. Archeolog zanotował wiele zniszczeń. Mumie były rozerwane na kawałki, a część dzbanów rozbita. Duży napis na jednej ze ścian głosił Me 1826.

## Identyfikacja mumii
Zespół badaczy wraz z genetykiem Carstenem Puschem przeprowadził badania genetyczne dwóch kobiecych mumii odnalezionych w grobie KV21. Wyniki tych badań ogłoszono w lutym 2010 roku. Mumie oznaczono numerami KV21A i KV21B. Ustalono, że mumia KV21A była prawdopodobnie matką płodów odkrytych w grobowcu Tutanchamona. Jedyną żoną tego króla, a zatem i matką jego dzieci, była Anchesenamon, córka Echnatona i Nefertiti. Choć uzyskane dane wskazują KV21A jako matkę płodów, naukowcy nie są jeszcze zdolni, by jednoznacznie zidentyfikować ją jako Anchesenamon. Druga z mumii, KV21B, mogła być spokrewniona z KV21A, jednak jej tożsamość pozostaje nieznana.